# What’s the Frequency, Kenneth?
"What’s the Frequency, Kenneth?" – utwór rockowej grupy R.E.M., pochodzący z jej wydanego w 1994 roku albumu, Monster. 21 września tego samego roku został wydany jako pierwszy singel z tej płyty. Utwór uplasował się na miejscu #21 listy Billboard Hot 100, a także na pozycji #9 zestawienia UK Singles Chart. 
Utwór ukazał się również na albumach In Time: The Best of R.E.M. 1988-2003 oraz R.E.M. Live. 
"What’s the Frequency, Kenneth?" był pierwszym utworem, który zadebiutował na szczycie notowania Modern Rock Tracks.

## Lista utworów

### 12" i CD maxi singel
1. "What’s the Frequency, Kenneth?" (wersja radiowa) – 4:00
2. "Monty Got a Raw Deal" (na żywo) – 4:22
3. "Everybody Hurts" (na żywo) – 5:41
4. "Man on the Moon" (na żywo) – 5:22

### 7", CD i kaseta magnetofonowa
1. "What’s the Frequency, Kenneth?" (wersja albumowa) – 4:00
2. "What’s the Frequency, Kenneth?" (wersja instrumentalna) – 4:00